# Nagy Korál zsinagóga (Szentpétervár)
A szentpétervári Nagy Korál zsinagóga (oroszul: Санкт-Петербургская Большая Хоральная Синагога, Szankt-Petyerburgszkaja Bolsaja Horalnaja Szinagoga; héberül: בית הכנסת הכוראלי הגדול (סנקט פטרבורג)) a harmadik legnagyobb zsinagóga Európában. 2000 óta neve hivatalosan Edmond J Safra Nagy Korál zsinagóga. Néha egyszerűen Szentpétervári zsinagógának vagy Bolsaja szinagogának nevezik. 1880 és 1888 között épült, és 1893 decemberében avatták fel. A zsinagóga a Lermontovszkij proszpekt 2. szám alatt található. A szentpétervári főrabbi jelenleg Menahem-Mendl Pevzner. Ma a zsinagóga bejegyzett nevezetesség és szövetségi jelentőségű építészeti emlék.

## Története

### A cár engedélye
1870-re Szentpéterváron körülbelül tíz zsidó imaház működött; azonban nem volt olyan zsinagóga, amelyben a zsidó közösség egésze találkozhatott volna az Orosz Birodalom akkori fővárosában.
A nagy zsinagóga felépítése azután vált lehetségessé, hogy II. Sándor orosz cár 1869. szeptember 1-jén engedélyt adott Jevzel Gincburg orosz zsidó filantrópnak és Szamuil Poljakovnak, a Szentpétervári Zsidó Hitközség első elnökének, vállalkozónak és vasútfejlesztőnek, hogy zsinagógát építtessenek. Jevzel fia, Goracij volt a Szentpétervári Zsidó Hitközség elnöke 1869 és 1909 között és felügyelte a zsinagóga építését.
A területet, ahol a zsinagóga felépült, 1879-ben 65 000 rubelért vásárolták meg. A zsinagóga építésének több feltétele és megkötése volt. Például a zsinagógát nem lehetett elhelyezni keresztény templomok közelében, sem a cárok által használt kormányzati utak közelében. További korlátozás volt az épület magassága, amelyet 47 méterre korlátoztak az építészek által javasolt 65 méter helyett. Tulajdonképpen egyetlen szentpétervári épület sem lehetett 23 méternél magasabb, ami a cár Téli Palotájának magassága, és csak a harangtornyokra és a kupolákra adtak mentességet, mert tűzvédelmi és egyéb biztonsági célokra megfigyelő tornyokként is szolgáltak.

### Az épület

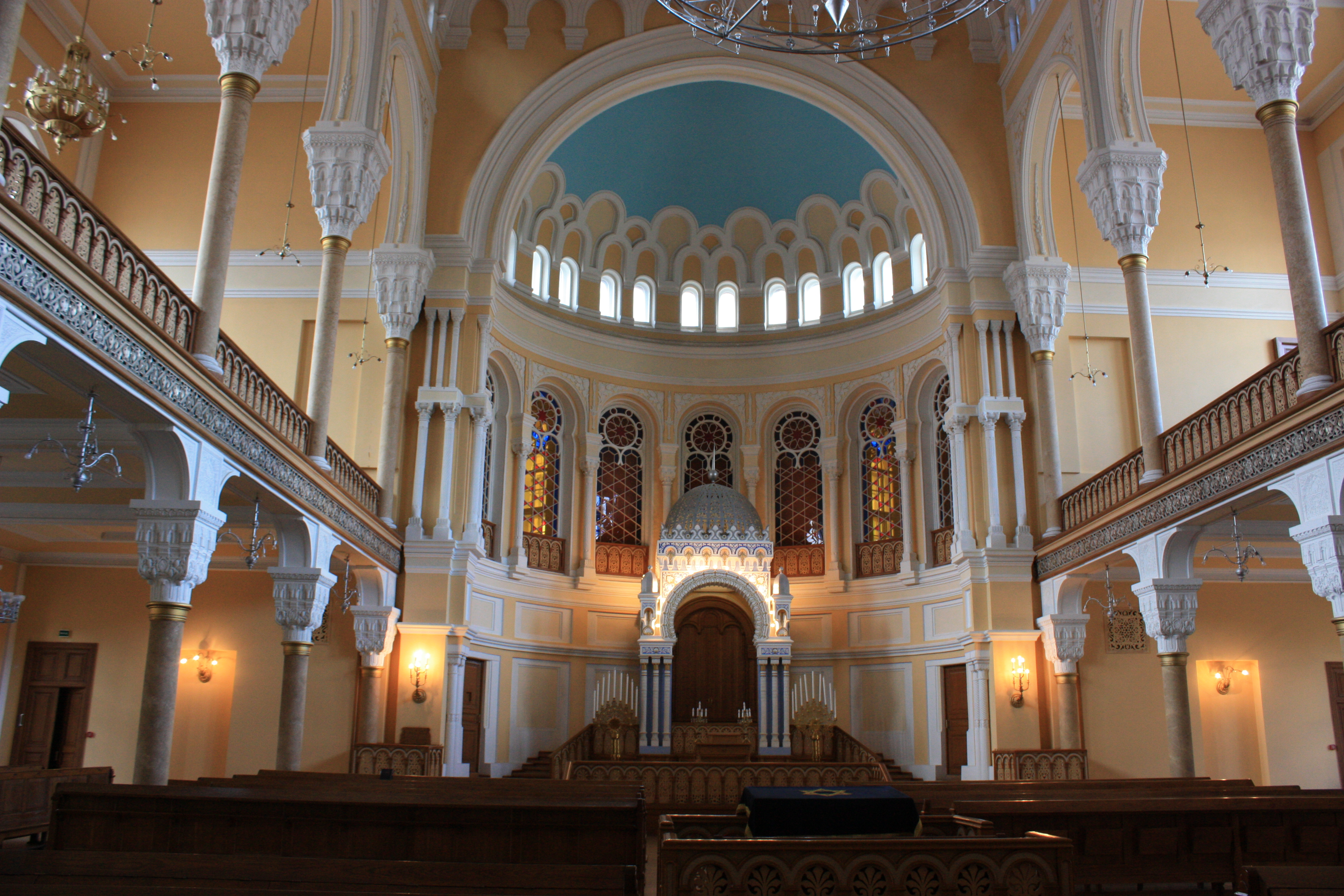
A szentpétervári Nagy Korál zsinagóga nagyterme ("Bolsoj Zal")

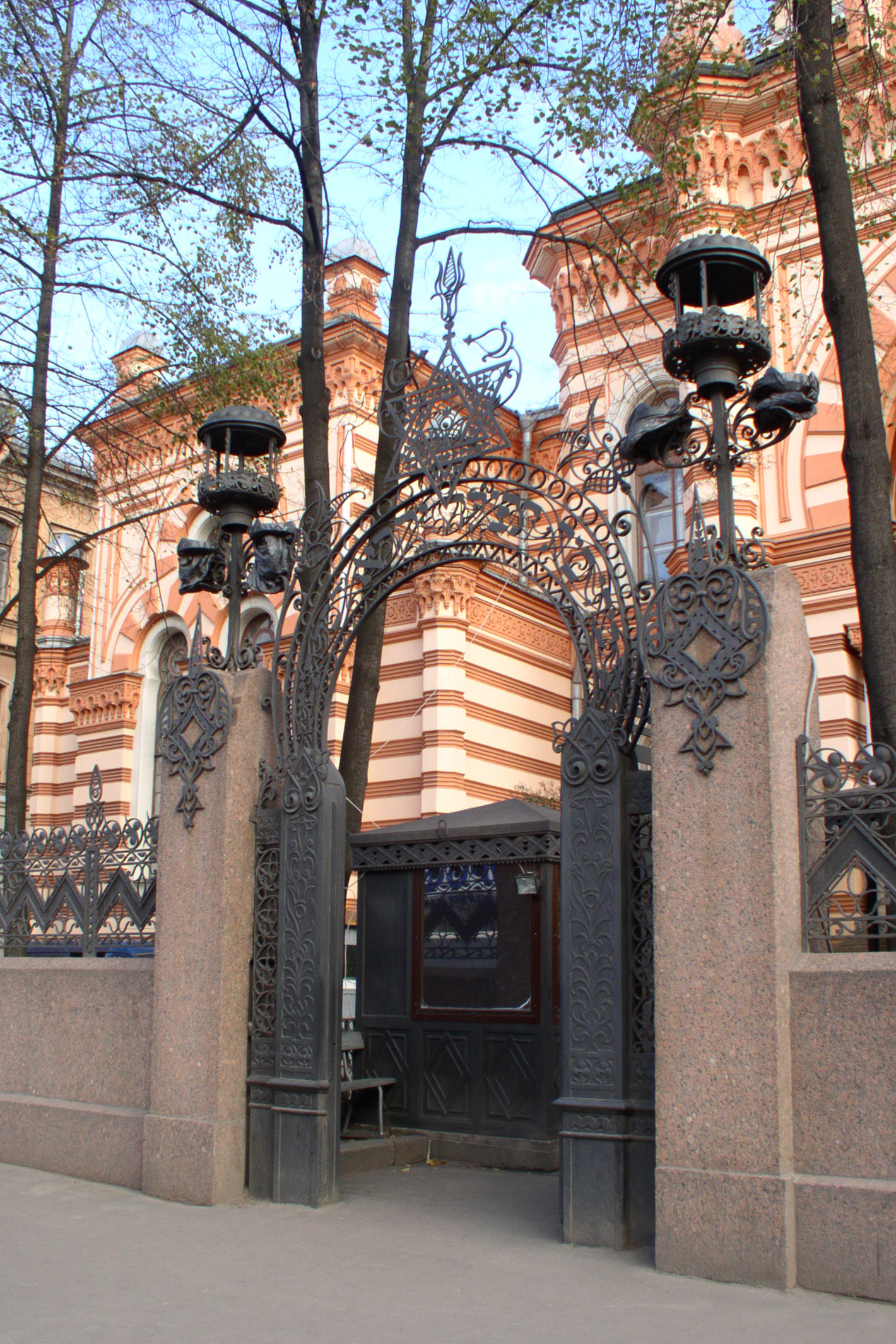
A zsinagóga fő kapuja

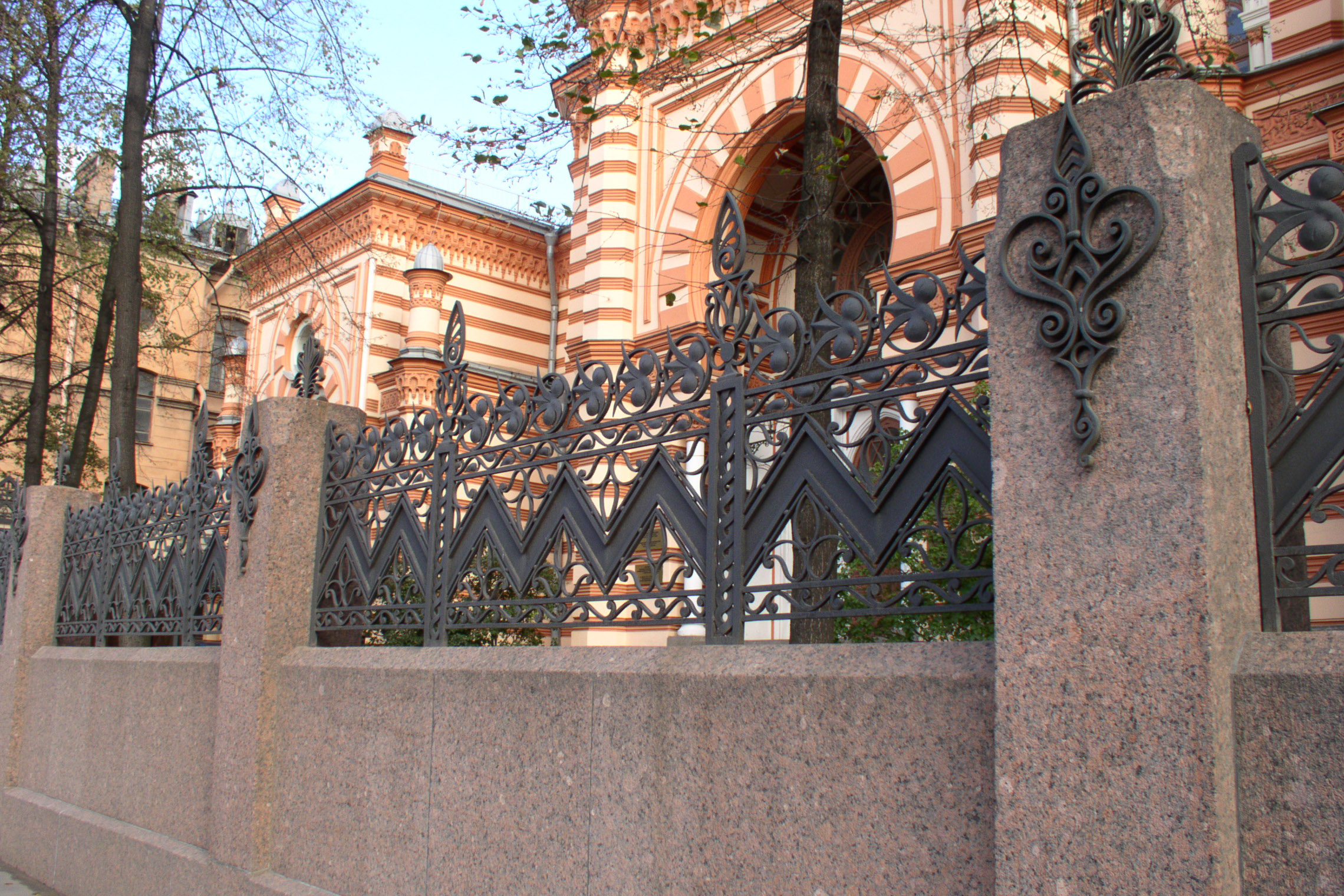
A zsinagóga kerítése

Az első szentpétervári zsinagóga építészei és felügyelői a mór stílust választották az épület kialakításához, részben a berlini Oranienburger Straße Új zsinagógájának mintájára, mór és bizánci motívumokkal. Végül eklektikus stílusban készült el, keveredik benne a bizánci és mór stílus arabeszk motívumokkal. A Nagy Korál zsinagógát I. I. Saposnyikov, L. Bahman és Viktor Schröter építészek tervezték, közreműködve V. V. Sztaszovval és Nyikolaj Benuával aki a projekt felügyelője, valamint a cár és az orosz kormány bizalmasa volt. Oszip Mandelstam költő később „buja fojtogató fügefának” nevezte az épületet. 
A zsinagógához a Mariinszkij Színház közelében kaptak földterületet. Az építkezést A. A. Kaufman irányításával az Építési Bizottság hajtotta végre. Az építész és az építkezés felügyelője 1880 és 1888 között A. V. Malov volt, asszisztensei pedig Sz. O. Klejn és B. I. Girsovics. A Kis zsinagóga először 1886-ban nyílt meg. A Nagy Korál Zsinagógát 1893-ban szentelték fel.

### Az első világháború alatt
A szentpétervári zsidó közösség a zsinagóga helyiségeiben 100 ágyas kórházat alakított ki. A zsinagóga közelében található jesiva épület hosszú évekig orvosi intézményként is szolgált.

### A szovjet korszakban
Az 1917-es forradalom és az azt követő orosz polgárháború után a szentpétervári zsidó közösség sok tagját elveszítette az emigráció miatt. A szovjet hatóságok korlátozást írtak elő a zsinagógához kapcsolódó bankszámlákra vonatkozóan, és Grigorij Zinovjev által aláírt rendelettel feloszlatták a Szentpétervári Zsidó Hitközséget.

### A második világháború alatt
A szentpétervári zsinagógát a nácik bombázták 1941 és 1943 között Leningrád ostromakor. A zsinagóga helyiségeiben működő kórház azonban továbbra is működött. A zsidó közösségnek sikerült túlélnie Leningrád ostromát, valamint az évek során az elnyomást is.

## Napjainkban

### Nevezetesség
A szentpétervári Nagy Korál zsinagóga ma bejegyzett nevezetesség és szövetségi jelentőségű építészeti emlék. 2000 és 2003 között jelentős rekonstrukciót hajtották végre rajta. A nagytermet 5761. Tamuz 5-én (2001. június 26.) nyitották újra a  rekonstrukciót követően. A díszcsarnok, más néven főcsarnok, 1200 férőhellyel rendelkezik, és három oldalán női galériák vannak.

### Újjáépítés és átnevezés
A Safra család 5 millió dolláros adományának köszönhetően a zsinagógát  2000 és 2005 között rekonstruálták. Az adomány feltételeként a zsinagógát átnevezték Edmond J Safra Nagy Korál zsinagógára, bár a közösség még mindig Bolsaja Szinagoganak ("A Nagy Zsinagóga") nevezi.
2005-ben egy új mikvét építettek M. Gorelik izraeli építész tervei alapján. Az új rituális fürdőt 2005. április 19-én avatták fel.

### Antiszemita támadások
2012. május 5-én horogkeresztet festettek a Nagy Korál Zsinagóga kerítésére.

## Galéria

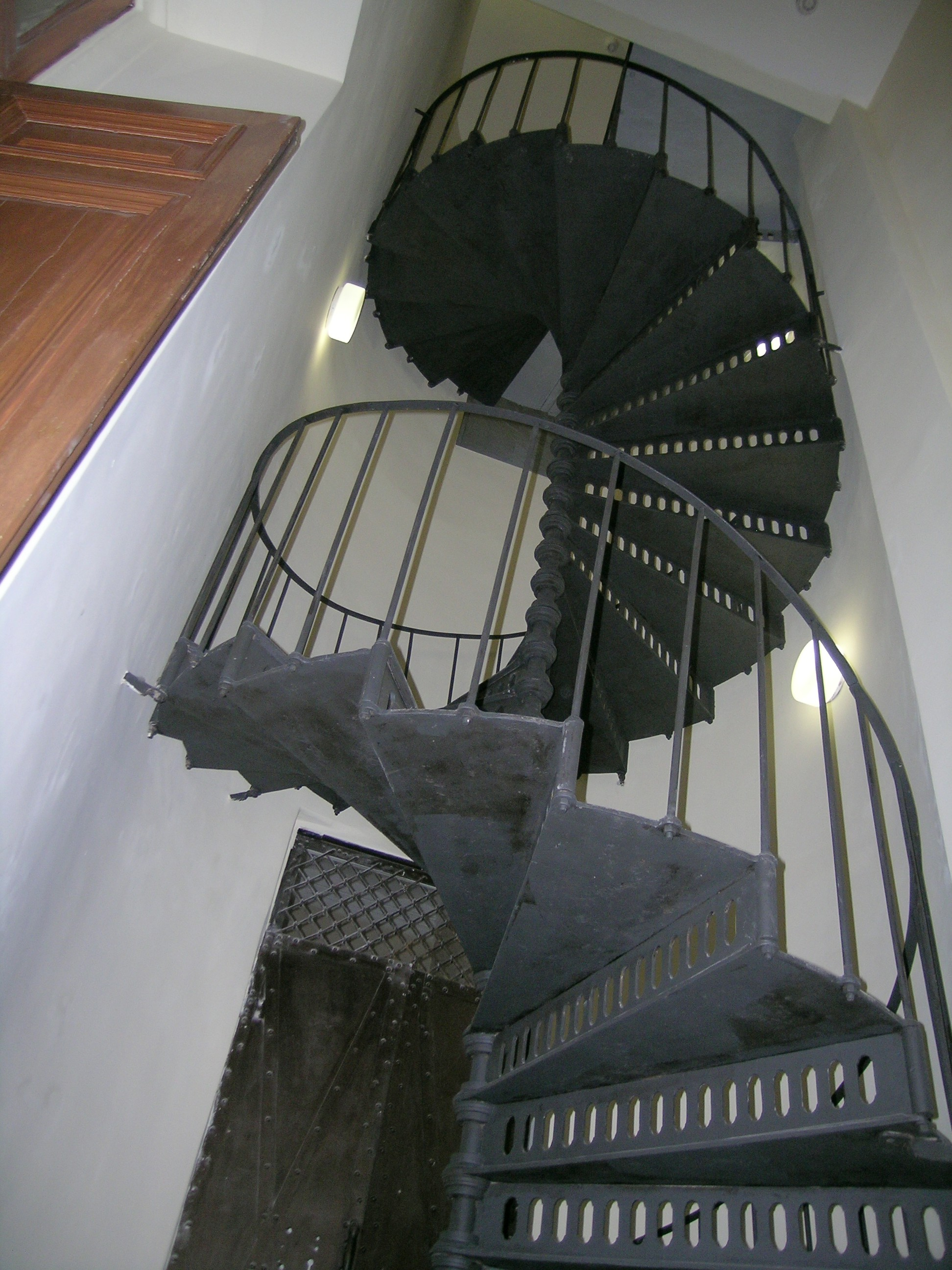
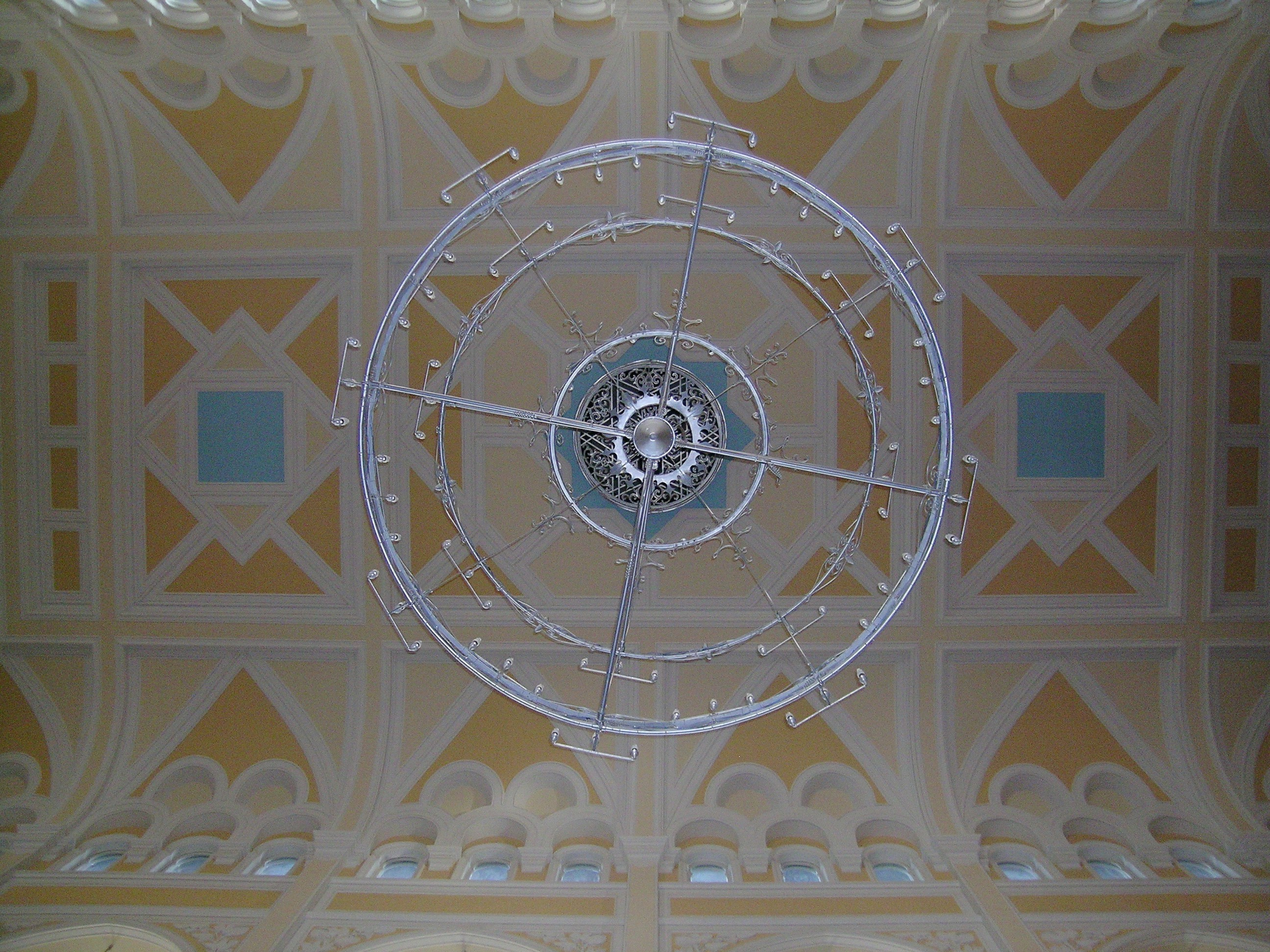
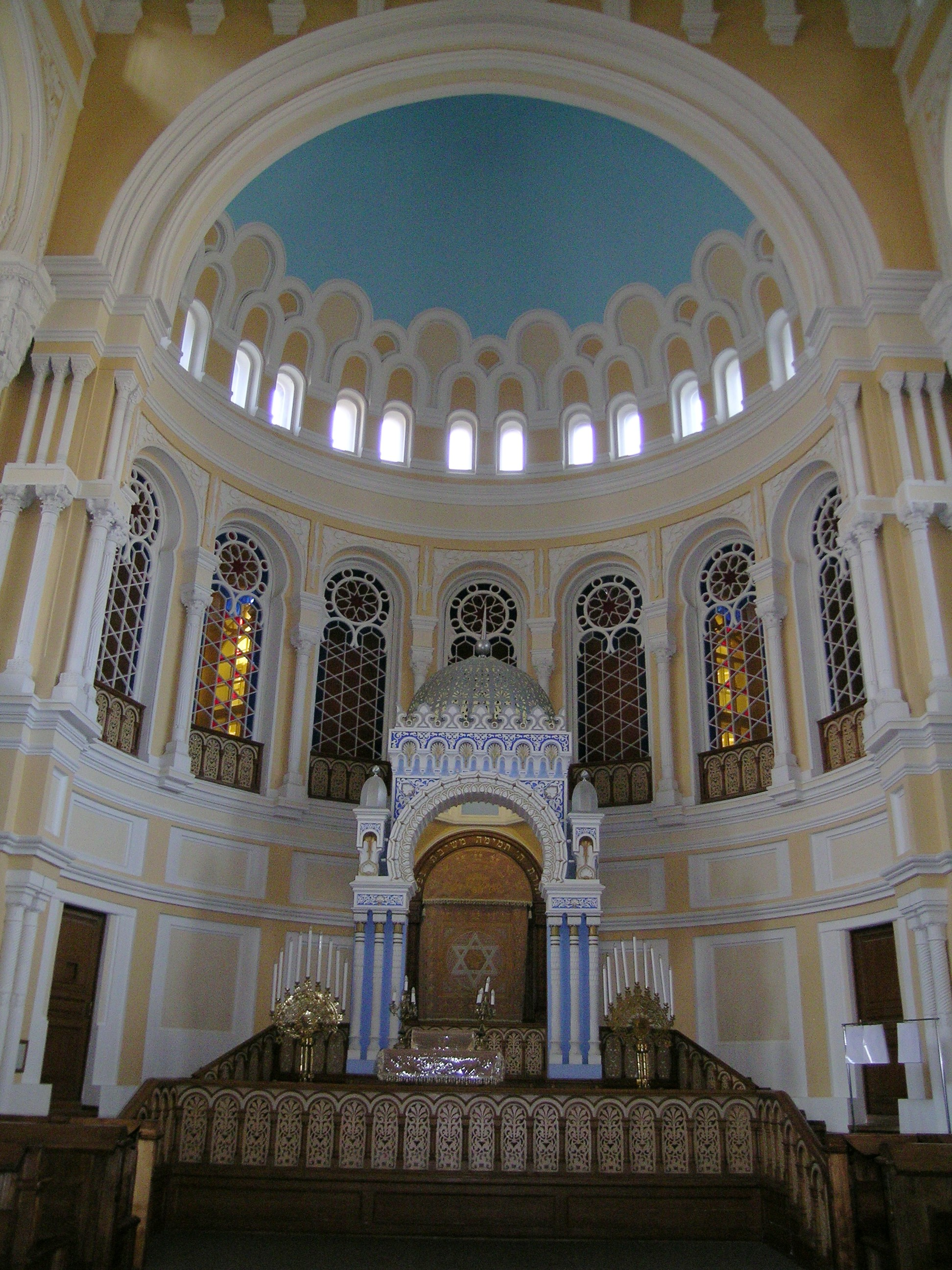
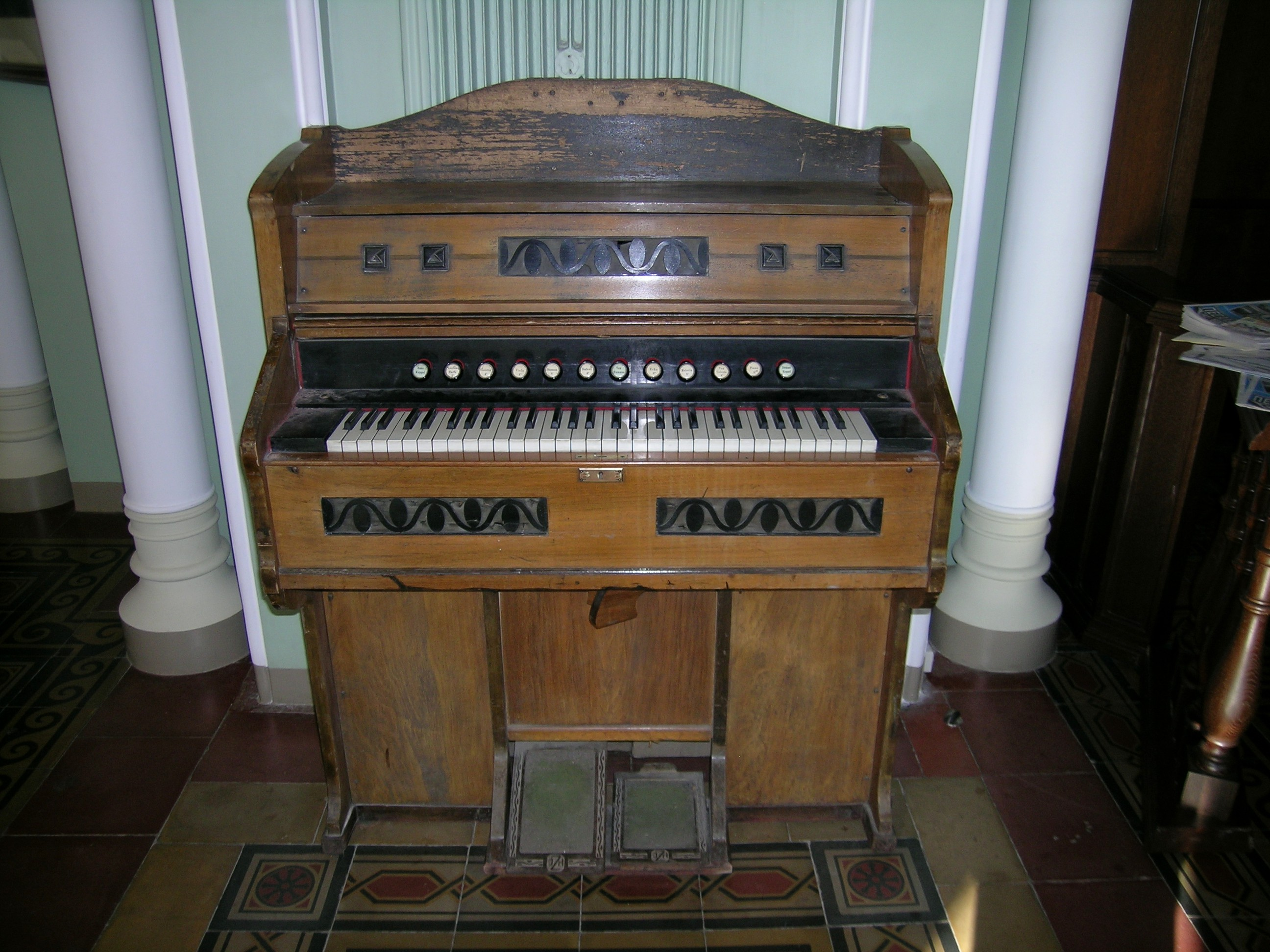

## Lásd még
- Moszkvai Korál zsinagóga
- Harkovi Korál zsinagóga

## Fordítás
- Ez a szócikk részben vagy egészben  a   Grand Choral Synagogue (St. Petersburg) című angol Wikipédia-szócikk ezen változatának fordításán alapul.  Az eredeti cikk szerkesztőit annak laptörténete sorolja fel. Ez a jelzés csupán a megfogalmazás eredetét és a szerzői jogokat jelzi, nem szolgál a cikkben szereplő információk forrásmegjelöléseként.